# El teatro siniestro
El teatro siniestro (título original: The Last Warning) es una película muda estadounidense de los géneros de misterio, terror y comedia de 1928 dirigida por Paul Leni, siendo esta su última película antes de fallecer al año siguiente.
Adaptación de la obra teatral homónima de 1922 por Thomas F. Fallon que se basa en la novela de 1916 The House of Fear de Wadsworth Camp (padre de la escritora Madeleine L'Engle), la película trata sobre un grupo de actores que son convocados en un teatro de Broadway abandonado cinco años después de un asesinato no resuelto.

## Reparto
- Laura La Plante - Doris Terry
- Montagu Love - Arthur McHugh
- Roy D'Arcy - Harvey Carleton
- Margaret Livingston - Evelynda Hendon
- John Boles - Richard Quayle
- Bert Roach - Mike Brody
- Mack Swain - Robert Bunce
- Burr McIntosh - Josiah Bunce
- Mme. Carrie Daumery - Barbara Morgan
- Slim Summerville - Tommy Wall
- 'Buddy' Phelps - 'Buddy'
- Torben Meyer - Gene
- D'Arcy Corrigan - John Woodford
- Tom O'Brien - Primer detective
- Fred Kelsey - Segundo detective

Sin acreditar
- Harry Northrup - forense
- Charles K. French - doctor
- Pat Harmon - oficial de policía